# Hans Coort
Hans Coort (Tegelen, 15 september 1956) is een voormalig Nederlands voetballer die tijdens zijn profloopbaan uitsluitend voor VVV speelde, meestal als middenvelder, maar ook als voorstopper.
Coort maakte in 1975 op 18-jarige leeftijd de overstap van de amateurs van SC Irene naar de toenmalige eredivisionist FC VVV. Na twee jaar als amateur werd hij in het seizoen 1977-78 als contractspeler toegevoegd aan de selectie. Zijn competitiedebuut in het eerste elftal maakte hij onder interim-trainer Sef Vergoossen op 9 juni 1979 in de met 4-1 verloren uitwedstrijd bij N.E.C., op de slotdag van het seizoen 1978-79 waarin FC VVV naar de eerste divisie degradeerde. Vanaf het seizoen het seizoen 1979-80 mocht Coort regelmatig rekenen op een basisplaats. Tot 1987 speelde hij in totaal 175 competitiewedstrijden voor VVV, maar dat hadden er meer kunnen zijn als de frêle middenvelder niet herhaaldelijk was geplaagd door terugkerend blessureleed. In 1987 keerde hij terug naar de amateurs van Tiglieja, die hij in 1994 verruilde voor plaatsgenoot SC Irene.

## Clubcarrière
| Seizoen         | Club            | Competitie      | Competitie | Competitie | Beker | Beker | Overige | Overige | Totaal | Totaal |
| Seizoen         | Club            | Competitie      | Wed.       | Dlp.       | Wed.  | Dlp.  | Wed.    | Dlp.    | Wed.   | Dlp.   |
| --------------- | --------------- | --------------- | ---------- | ---------- | ----- | ----- | ------- | ------- | ------ | ------ |
| 1977/78         | FC VVV          | Eredivisie      | 0          | 0          | 0     | 0     | 0       | 0       | 0      | 0      |
| 1978/79         | FC VVV          | Eredivisie      | 1          | 0          | 0     | 0     | —       | —       | 1      | 0      |
| 1979/80         | FC VVV          | Eerste divisie  | 24         | 1          | 0     | 0     | —       | —       | 24     | 1      |
| 1980/81         | FC VVV          | Eerste divisie  | 23         | 1          | 2     | 1     | —       | —       | 25     | 2      |
| 1981/82         | FC VVV          | Eerste divisie  | 20         | 3          | 2     | 0     | 5       | 3       | 27     | 6      |
| 1982/83         | FC VVV          | Eerste divisie  | 27         | 4          | 2     | 0     | 6       | 1       | 35     | 5      |
| 1983/84         | FC VVV          | Eerste divisie  | 27         | 1          | 1     | 0     | 6       | 0       | 34     | 1      |
| 1984/85         | FC VVV          | Eerste divisie  | 10         | 1          | 0     | 0     | —       | —       | 10     | 1      |
| 1985/86         | VVV             | Eredivisie      | 32         | 0          | 1     | 0     | —       | —       | 33     | 0      |
| 1986/87         | VVV             | Eredivisie      | 11         | 1          | 2     | 0     | 6       | 0       | 19     | 1      |
| Carrière totaal | Carrière totaal | Carrière totaal | 175        | 12         | 10    | 1     | 23      | 4       | 208    | 17     |